# فرودگاه پورتو هیمنز
فرودگاه پورتو هیمنز (به انگلیسی: Puerto Jiménez Airport) یک فرودگاه همگانی با کد یاتا PJM است که یک باند فرود آسفالت دارد و طول باند آن ۸۲۲ متر است. این فرودگاه در کشور کاستاریکا قرار دارد و در ارتفاع ۲ متری از سطح دریا واقع شده است.